# Senantes (Eure-et-Loir)
Senantes – miejscowość i gmina we Francji, w Regionie Centralnym, w departamencie Eure-et-Loir.
Według danych na rok 1990 gminę zamieszkiwały 434 osoby, a gęstość zaludnienia wynosiła 57 osób/km² (wśród 1842 gmin Regionu Centralnego Senantes plasuje się na 733. miejscu pod względem liczby ludności, natomiast pod względem powierzchni na miejscu 1258.).